# Semanotus japonicus
Semanotus japonicus là một loài bọ cánh cứng trong họ Cerambycidae.